# Maximiliano Gastón Quiroga
Maximiliano Gastón Quiroga (Provincia de Jujuy, Argentina, 4 de octubre de 1988) es un futbolista argentino. Juega de delantero y su actual equipo es el Municipal Pérez Zeledón de la Primera División de Costa Rica. Tiene 36 años

## Clubes
| Club                    | País       | Año   |
| ----------------------- | ---------- | ----- |
| Altos Hornos Zapla      | Argentina  | 2009  |
| San Martín de Mendoza   | Argentina  | 2009  |
| Atlético Unión Güemes   | Argentina  | 2010  |
| Cobresol                | Perú       | 2010  |
| Municipal Pérez Zeledón | Costa Rica | 2011- |